# Черноозёрская
Черноозёрская — деревня в Каслинском районе Челябинской области России. Входит в состав Багарякского сельского поселения. Находится на берегу Чёрного озера, примерно в 70 км к северо-востоку от районного центра, города Касли, на высоте 174 метров над уровнем моря.

## Население
| 2002 | 2010 |
| ---- | ---- |
| 16   | ↘0   |

По данным Всероссийской переписи, в 2010 году постоянное население в деревне отсутствовало.

## Улицы
Уличная сеть деревни состоит из одной улицы (ул. Озёрная).